# 도브 (1974년 영화)
도브(The Dove)는 미국에서 제작된 찰스 재롯 감독의 1974년 드라마, 멜로/로맨스 영화이다. 조셉 바텀스 등이 주연으로 출연하였고 그레고리 펙 등이 제작에 참여하였다.

## 출연

### 주연
- 조셉 바텀스
- 데보라 래핀

### 조연
- 존 맥리엄
- 아이버 베리
- 콜비 체스터
- 존 앤더슨
- 데브니 콜먼

## 제작진
- 미술: 피터 라몬트
- 배역: 린 스터마스터